# Melide
Melide és un municipi de la província de la Corunya a Galícia. Pertany a la Comarca da Terra de Melide.
Melide ha estat tradicionalment un important centre d'activitat agropecuària centrat en la ramaderia del boví de llet i carn i de ramat porcí. El sector forestal cada vegada té més pes. És famosa por la quantitat de ramat i la seua qualitat, la fira de bestiar que fan el darrer diumenge de cada mes. Altra activitat important en Melide la constitueix el comerç i l'hostaleria. La seua ubicació en el Camí de Sant Jaume ha suposat un impuls a estos sectors, on arriben i des d'on inicien el camí centenars de peregrins en el seu trànsit cap a Santiago.
| 6.512 | 8.650 | 10.127 | 8.014 | 7.809 | 7.488 |
| Fonts: INE i IGE (Els criteris de registre censal variaren i les dades de l'INE i de l'IGE poden no coincidir.) |       |        |       |       |       |

## Parròquies[2]
| - Abeancos (San Salvador) - Os Ánxeles (Santa María) - Baltar (Santiago) - O Barreiro (San Mamede) - Campos (Santa María) - Castro (San Tomé) - Folladela (San Pedro) - Furelos (San Xoán) - Golán (San Xoán) - Gondollín (San Martiño) - Grobas (Santa María) - O Leboreiro (Santa María) - Maceda (San Pedro) | - O Meire (San Pedro) - Melide (San Pedro) - Moldes (San Martiño) - Orois (Santa Cristina) - Pedrouzos (Santa Mariña) - San Cibrao (San Xoán) - San Cosme de Abeancos (San Cosme) - Santa María de Melide (Santa María) - Santalla de Agrón (Santalla) - As Varelas (San Martiño) - Vitiriz (San Vicente) - Xubial (Santiago) - Zas de Rei (San Xiao) |

## Galeria d'imatges

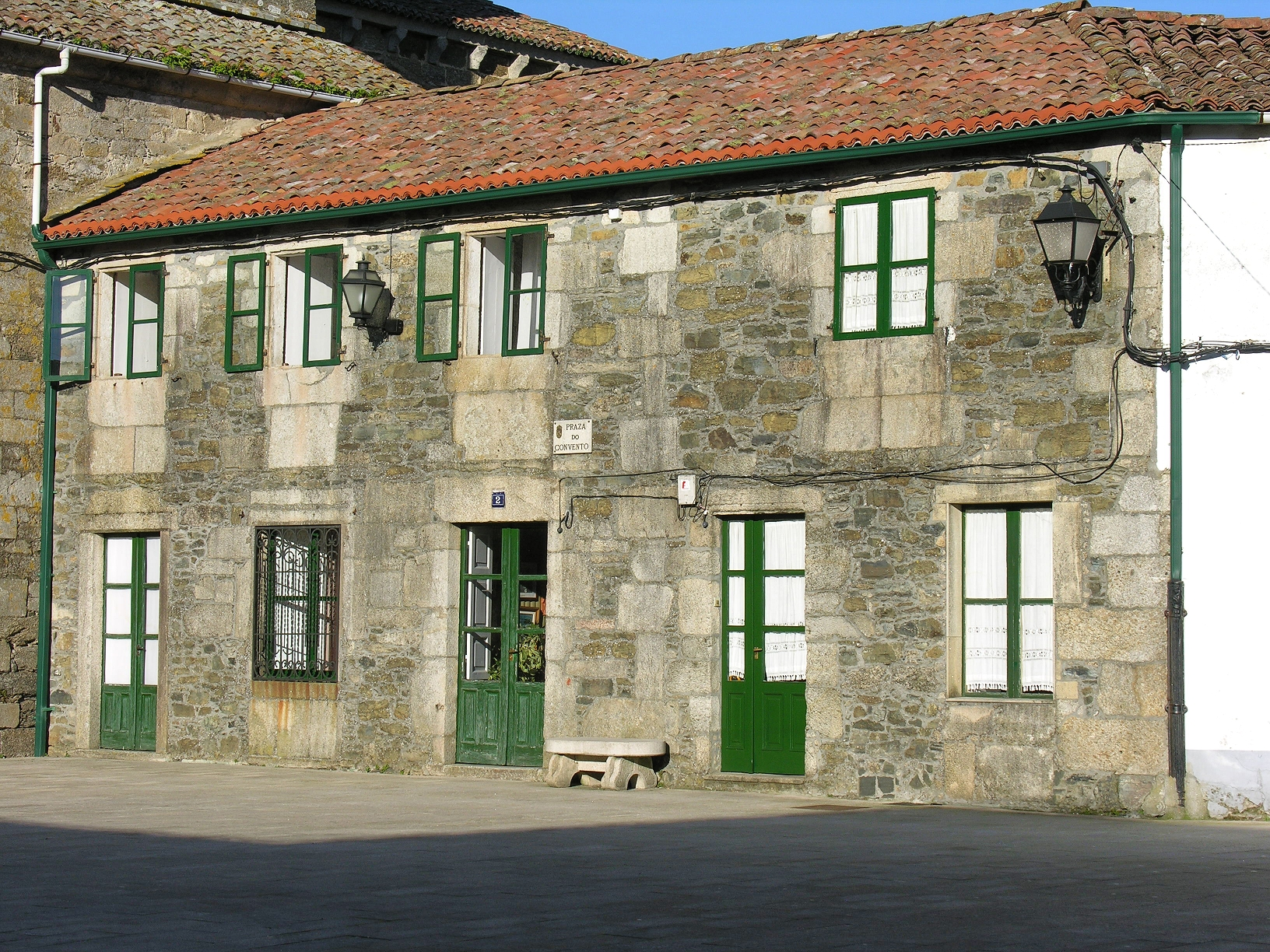
Plaça del convent
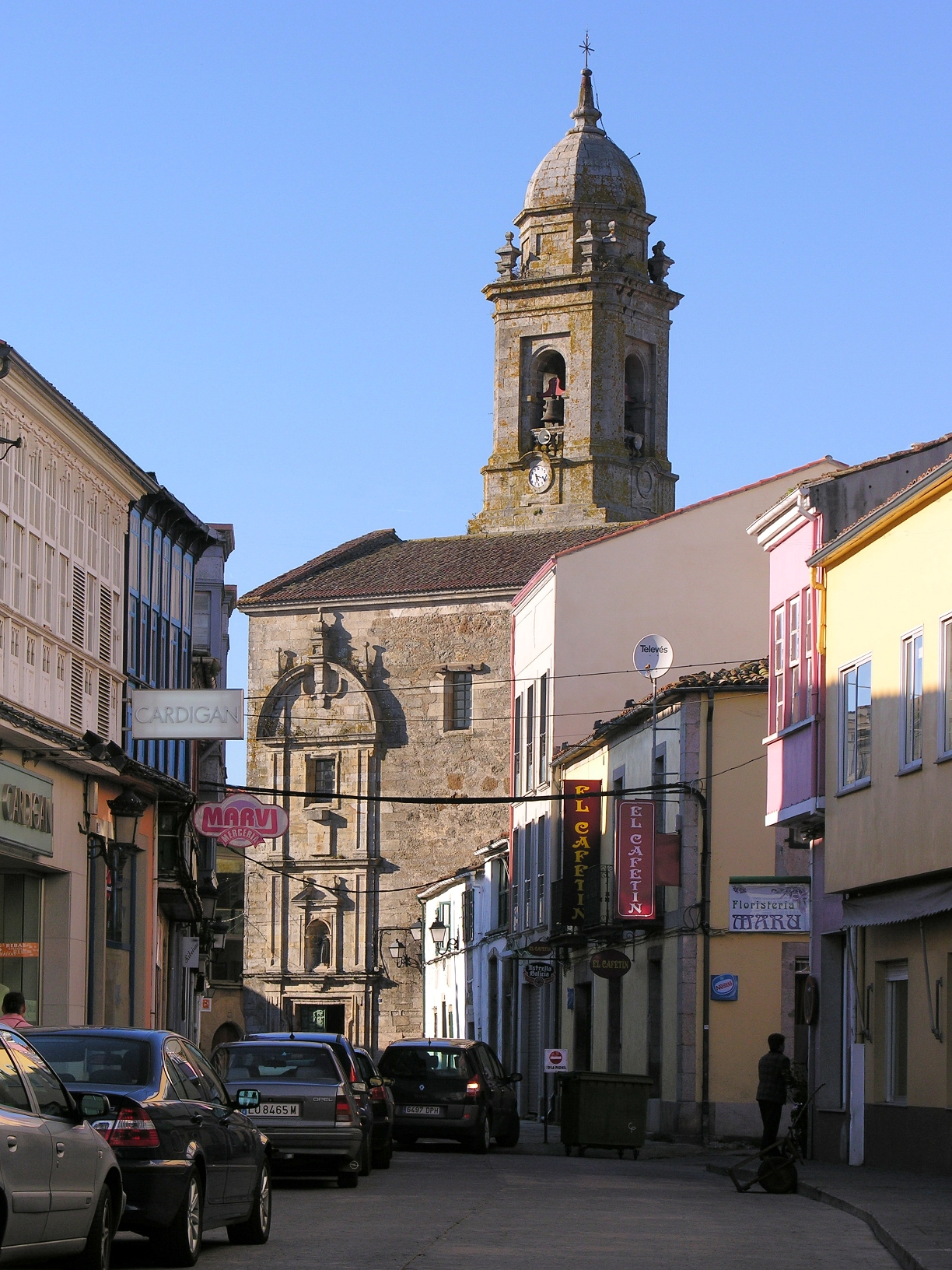
Església
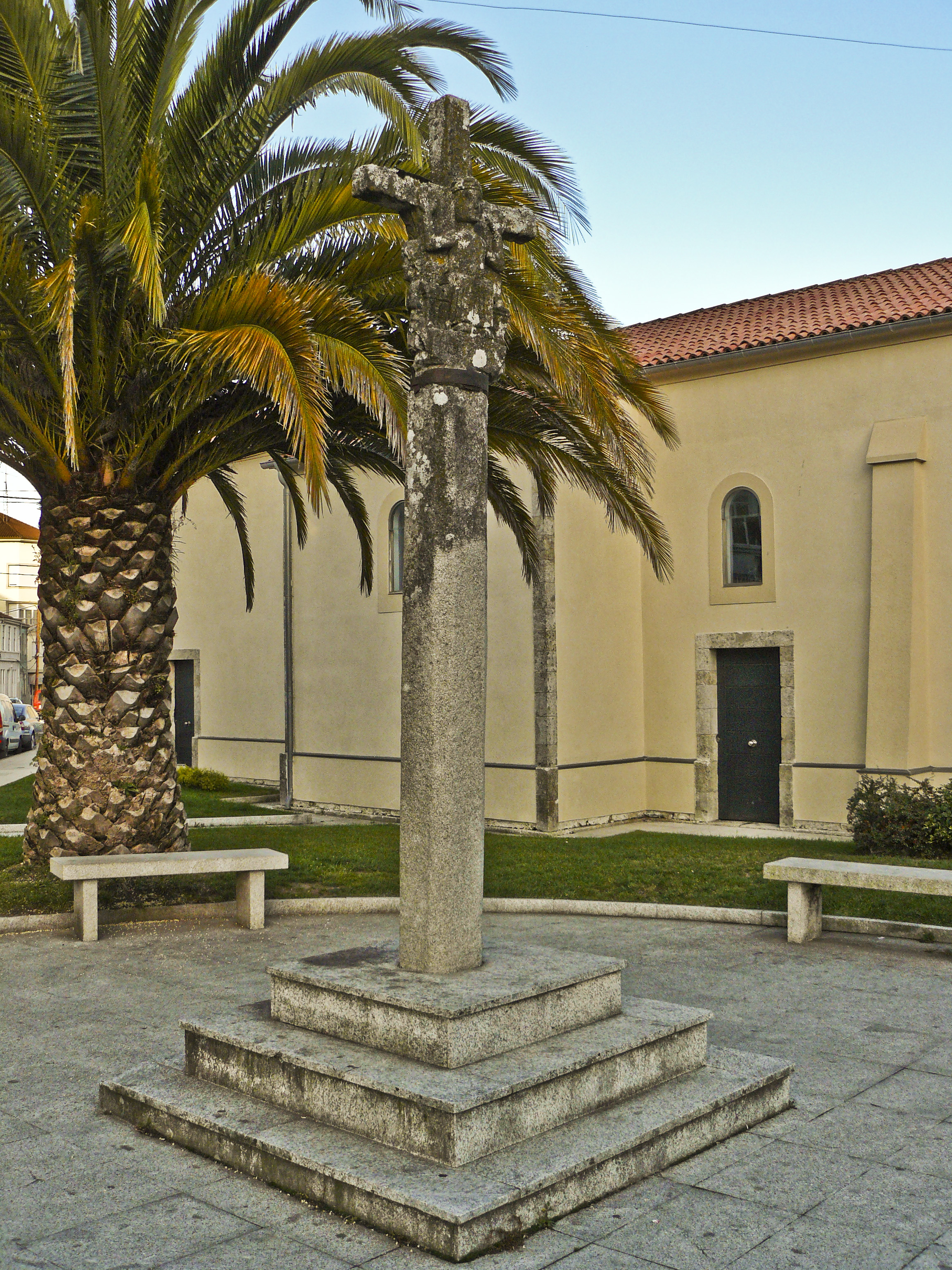
Cruceiro de Melide